# 미인극장
미인극장(Ziegfeld Girl)은 미국에서 제작된 로버트 Z. 레너드 감독의 1941년 드라마, 뮤지컬, 멜로/로맨스 영화이다. 제임스 스튜어트 등이 주연으로 출연하였고 팬드로 S. 버먼 등이 제작에 참여하였다.

## 출연

### 주연
- 제임스 스튜어트
- 주디 갈랜드

### 조연
- 헤디 러마
- 라나 터너
- 토니 마틴
- 재키 쿠퍼
- 이언 헌터
- 찰스 위닝거
- 에드워드 에버렛 호턴
- 필립 돈
- 폴 켈리
- 이브 아든
- 댄 데일리
- 페이 홀든
- 메이 부시
- 조세핀 휫텔
- 로스코 아테스
- 조지아 캐롤
- 조이스 콤프턴
- 마이어너 델
- 제임스 플러빈
- 베스 플라워스
- 엘 힐
- 아만드 캘리즈
- 비비언 메이슨
- 필립 모리스
- 레벨 랜들
- 레이 틸
- 진 월리스

## 제작진
- 세트: 에드윈 B. 윌리스
- 의상: 아드리안